# Árbol de eventos
Un árbol de error es un diagrama  analítico inductivo en el que un evento es analizado usando una  lógica booleana para examinar una serie  cronológica de eventos subsecuentes o consecuencias. Por ejemplo, el análisis de árbol de eventos es un componente principal de la ingeniería nuclear de seguridad de los reactores nucleares.
Un árbol de eventos muestra secuencia de progresión, secuencia de estados finales y dependencias específicas de secuencia a través del tiempo.

## Herramienta analítica
El análisis de árbol de eventos es un proceso de evaluación lógica que trabaja siguiendo una línea temporal hacia adelante o adelante a través de una cadena causal a un modelo de riesgo. No requiere la premisa de un peligro conocido. Un árbol de eventos es un proceso de investigación inductivo.
En contraste, el  Análisis de Árbol de Fallos (en inglés: Fault Tree Analysis, FTA) evalúa el riesgo siguiendo hacia atrás en el tiempo o hacia atrás en una cadena de eventos. El análisis toma como una premisa un peligro identificado. El FTA es un proceso de investigación deductivo.

## Aplicaciones
Un árbol de eventos puede comenzar desde un iniciador específico tal como la pérdida de un abastecimiento crítico, o la falla de un componente.
Algunas industrias usan tanto árboles de fallas como árboles de eventos. Se han creado programas para realizar el análisis de árbol de fallas y análisis de árbol de eventos y son licenciado para ser usados en las centrales nucleares del mundo para llevar a cabo  evaluaciones probabilísticas del riesgo.